# Adhäsive Identifikation
Adhäsive Identifikation changiert definitorisch zwischen einem seelischen Zustand bzw. einer Objektbeziehung und einem Abwehrmechanismus.  Während eine übliche Identifikation ein Sich-Hineinversetzen in Andere meint, bleibt die adhäsive Identifikation auf rein äußere Eigenschaften beschränkt.  Esther Bick und Donald Meltzer beschrieben bei Adhäsiver Identifikation zweidimensionale Beziehungen im Rahmen der Objektbeziehungstheorie, bei denen die Objekte keinerlei Tiefe besitzen.

## Entstehung
Im Rahmen ihrer Säuglingsbeobachtungen beschrieb Esther Bick, dass sich bei Scheitern von Introjektion während der sehr frühen Phase kein Gefühl für einen inneren Raum entfalten könne, was wiederum die Nutzung einer projektiven Identifikation unmöglich macht. Bei einem Fehlen eines inneren Raums würden dann lediglich zweidimensional angelegte Beziehungen aufgenommen, bei denen nur äußere Eigenschaften des Objekts eine Rolle spielen. Es werde nicht in ein Objekt hinein projiziert, sondern nur am Objekt ‚geklammert‘ bzw. an ihm „geklebt“.

## Adhäsive Identifikation im Alltag
Im Alltag kann Adhäsive Identifizierung weitreichend erlebt werden, so z. B. wenn ein Kunstwerk oder ein Auto deshalb als „besonders gut“ eingestuft werden, weil sie jeweils teuer sind. Identifizierungen mit der Größe der eigenen Nation oder des eigenen Fußballklubs sind häufig adhäsiv identifikatorischer Natur. Hewison sah adhäsive Identifikation bei Paaren als ein „Ausleihen der Eigenschaften eines Anderen“. Adhäsive Identifizierung mit äußeren Eigenschaften wurde auch als Abwehr von Denken beschrieben. Sie trete nicht zwingend in „Reinform“ zu Tage und sei deshalb teilweise schwer zu erkennen.